# Чимберго
Чимберго (итал. Cimbergo) — коммуна в Италии, располагается в провинции Брешиа области Ломбардия.
Население составляет 585 человек (2008 г.), плотность населения составляет 22 чел./км². Занимает площадь 26 км². Почтовый индекс — 25050. Телефонный код — 0364.
В коммуне 15 августа особо празднуется Успение Пресвятой Богородицы.

## Демография
Динамика населения:

## Администрация коммуны
- Официальный сайт: http://www.comune.cimbergo.bs.it/